# Erylus
Erylus é um gênero de esponja marinha da família Geodiidae.

## Espécies
- Erylus aleuticus Lehnert, Stone e Heimler, 2006
- Erylus amissus Adams e Hooper, 2001
- Erylus amorphus Burton, 1926
- Erylus amphiastera Wintermann-Kilian e Kilian, 1984
- Erylus aspidodiscus Topsent, 1928
- Erylus bahamensis Pulitzer-Finali, 1986
- Erylus burtoni Lévi e Lévi, 1983
- Erylus caliculatus Lendenfeld, 1910
- Erylus cantabricus (Ferrer-Hernández, 1912)
- Erylus carteri Sollas, 1888
- Erylus circus Adams e Hooper, 2001
- Erylus citrus Adams e Hooper, 2001
- Erylus corneus Boury-Esnault, 1973
- Erylus cornutus Wilson, 1925
- Erylus corsicus Pulitzer-Finali, 1983
- Erylus cylindriger Ridley, 1884
- Erylus decumbens Lindgren, 1897
- Erylus deficiens Topsent, 1927
- Erylus diminutus Mothes, Lerner e Silva, 1999
- Erylus discastera Dickinson, 1945
- Erylus discophorus (Schmidt, 1862)
- Erylus euastrum (Schmidt, 1868)
- Erylus expletus Topsent, 1927
- Erylus fibrillosus Lévi e Lévi, 1983
- Erylus formosus Sollas, 1886
- Erylus fromontae Adams e Hooper, 2001
- Erylus geodioides Burton e Rao, 1932
- Erylus gilchristi Burton, 1926
- Erylus globulifer Pulitzer-Finali, 1993
- Erylus goffrileri Wiedenmayer, 1977
- Erylus granularis Topsent, 1904
- Erylus inaequalis Kieschnick, 1896
- Erylus incrustans Lehnert e van Soest, 1999
- Erylus koreanus Rho e Sim, 1979
- Erylus latens Moraes e Muricy, 2007
- Erylus lendenfeldi Sollas, 1888
- Erylus mamillaris (Schmidt, 1862)
- Erylus ministrongylus Hechtel, 1965
- Erylus monticularis Kirkpatrick, 1900
- Erylus niger Bergquist, 1968
- Erylus nobilis Thiele, 1900
- Erylus nummulifer Topsent, 1892
- Erylus oblongus Topsent, 1928
- Erylus oxyaster Lendenfeld, 1910
- Erylus papillatus Topsent, 1927
- Erylus papulifer Pulitzer-Finali, 1983
- Erylus philippinens Lévi e Lévi, 1989
- Erylus placenta Thiele, 1898
- Erylus polyaster Lendenfeld, 1907
- Erylus proximus Dendy, 1916
- Erylus rotundus Lendenfeld, 1910
- Erylus soesti Mothes e Lerner, 2001
- Erylus sollasi Lendenfeld, 1910
- Erylus topsenti Lendenfeld, 1903
- Erylus toxiformis Mothes e Lerner, 1999
- Erylus transiens (Weltner, 1882)
- Erylus trisphaerus (de Laubenfels, 1953)